# The Border Legion (film, 1930)
Pour les articles homonymes, voir The Border Legion.
Pour plus de détails, voir Fiche technique et Distribution.
The Border Légion est un western américain d'Otto Brower et Edwin H. Knopf avec Jack Holt et Fay Wray, sorti en 1930.

## Synopsis
Jim Cleve est accusé à tort d'assassinat et sauvé par Jack Kells, chef d'une bande de brigands d'Idaho connus comme la Border Legion. Mais quand ils capturent Joan Randall et laissent Jim Cleve pour la garder, celui-ci se rend compte qu'il ne peut pas continuer à faire partie d'une bande de hors la loi, et décide de sauver Joan.

## Fiche technique
- Réalisation : Otto Brower et Edwin H. Knopf
- Scénario : Percy Heath d'après une nouvelle de Zane Grey
- Montage : Doris Drought
- Durée : 68 minutes  (ou 78 minutes)[1]
- Lieu de tournage :  Paramount Ranch, Californie
- Production : Paramount-Publix Corp.
- Musique : Oscar Potoker
- Date de sortie : 
  - États-Unis : 28 juin 1930

## Distribution
- Jack Holt : Jack Kells
- Fay Wray : Joan Randall
- Richard Arlen : Jim Cleve
- Eugene Pallette : Bunco Davis
- Stanley Fields : Hack Gulden
- E.H. Calvert : Judge Savin
- Ethan Allen : George Randall
- Syd Saylor : Shrimp